# Volvo BM
Volvo BM AB var en traktorproducent som var aktiv mellem 1973 og 1985. Deres traktorer er f.eks. Volvo BM 350 Boxer, 470 bison, T 430, og T 650.

## Historie
Volvo BM er navnet på den virksomhed som i perioden 1973 til 1988 producerede entreprenørmaskiner, baglæssere, dumpere og frem til 1982 også traktorer. Før 1973 hed virksomheden AB Bolinder-Munktell, der producerede foruden overnævnte maskiner også skovmaskiner. Virksomheden Volvo BM lægges i 1988 sammen med Clark Equipment og Michigan for at blive til VME Group. Traktorproduktionen blev fra solgt til den finske traktorproducent Valmet som i dag hedder Valtra. For at tilfredsstille de meget loyale svenske bønder forhandledes traktorerne som Volvo BM Valmet og Volvo Valmet under en lang overgangsperiode.